# Social Impact (Sozialunternehmen)
Social Impact ist ein deutsches Sozialunternehmen, das soziale Innovationen und Unternehmensgründungen fördert.

## Geschichte
Social Impact wurde 1994 unter dem Namen iq consult von Norbert Kunz gegründet, um sozial oder geografisch Benachteiligte, Behinderte und junge Menschen zu unterstützen, sich selbstständig zu machen. Bereits 1989 wurde dafür ein Haus in der Muskauer Straße in Berlin-Kreuzberg angemietet, das 2011 zum ersten Social Impact Lab umgewandelt wurde.
Nachdem sich das Unternehmen immer stärker auf den Schwerpunkt Social Entrepreneurship konzentrierte, erfolgte 2013 die Umwandlung in die gemeinnützige Organisation Social Impact gGmbH. Seit 2017 ist Social Impact Gründungsmitglied des Social Entrepreneurship Netzwerk Deutschland. Bis Ende 2018 wurden über 500 soziale Start-up-Unternehmen gefördert.

## Förderangebote
In verschiedenen Förderprogrammen werden unter anderem Stipendien für die Social Impact Labs vergeben, aber auch Unterstützung in Form von Coaching oder Finanzierung geboten.
Gefördert werden unter anderem angehende Sozialunternehmen und soziale Initiativen, Geflüchtete und Migranten, sowie Arbeitslose und junge Menschen mit Gründungsvorhaben. Außerdem werden verschiedene Finanzierungsprogramme angeboten.
Darüber hinaus bietet Social Impact auch Gründungsförderprogramme auf europäischer und internationaler Ebene an, sowie Programme zur Innovationsförderung in der Sozialwirtschaft.
Bereits seit 2010 arbeitet Social Impact zudem an sozialen Innovationen für den ländlichen Raum, sowie in den Bereichen Social und Inclusive Entrepreneurship, Bildung und Sozialwirtschaft.

### Social Impact Labs
Social Impact Labs sind Coworking Spaces, die als Gründerzentrum für Sozialunternehmen dienen. Es gibt acht Labs in ganz Deutschland. Diese bieten Stipendienprogramme für verschiedene Gründer-Zielgruppen, aber auch klassische Vermietung von Büroräumen und Arbeitsplätzen. Zusätzlich werden Coaching-Angebote, sowie Networking-Veranstaltungen angeboten.
Nachdem 2011 das erste Lab in Berlin gegründet worden war, ging 2013 das zweite Social Impact Lab in Hamburg an den Start. 2014 wurden die Social Impact Labs in Frankfurt am Main und Leipzig gegründet, 2015 das Lab in Potsdam. Anschließend kamen 2017 Labs in Stuttgart und München hinzu.
Von 2016 bis 2019 existierte zudem ein Lab in Duisburg, von 2018 bis 2020 ein weiteres Lab in Bonn.
Bekannte Stipendiaten der Social Impact Labs sind Auticon, GemüseAckerdemie, Kiron Open Higher Education, Original Unverpackt, Wefugees, renk., Ruby Cup, Querstadtein, Quinoa Bildung, Über den Tellerrand und youvo.org.

## Finanzierung
Zu den größten Förderern der Angebote von Social Impact gehören die KfW Stiftung, die Drosos Stiftung, Generali, die Beisheim Stiftung, JPMorgan Chase Foundation, die Deutsche Bank Stiftung, die Vector Stiftung, die Karl Schlecht Stiftung, die Dohle Stiftung und die Hans Weisser Stiftung.

## Auszeichnungen
- 2005: „Best practice“ Auszeichnung der EU-Kommission für das Programm „Enterprise“[44]
- 2007: Ashoka Fellowship für Gründer Norbert Kunz[8]
- 2010: Auszeichnung „Social Entrepreneur des Jahres“ der Schwab Foundation für Norbert Kunz[45]
- 2011: „Best practice“ Auszeichnung der OECD für das Programm „Enterprise“[44]
- 2011: Excellence-Award der Novia Salcedo-Stiftung[44]
- 2014: Ausgezeichneter Ort im Land der Ideen für das Programm „entersocial“[46]
- 2015: Verdienstorden der Bundesrepublik Deutschland für Norbert Kunz[47]